# Abdul Jeelani
Abdul Qadir Jeelani, anteriormente conocido como Gary Cole, (Bells, Tennessee, 10 de febrero de 1954-Racine, Wisconsin, 3 de agosto de 2016) fue un jugador de baloncesto estadounidense. Con 2.07 de estatura, jugaba en la posición de pívot. Su carrera deportiva la desarrolló entre la LEGA, la ACB y dos temporadas en la NBA, con los Portland Trail Blazers y otra con Dallas Mavericks.

## Equipos
Washington Park High School
- 1972-76 NCAA. University of Wisconsin-Parkside
- 1977-79 LEGA. Lazio Roma
- 1979-80 NBA. Portland Trail Blazers.
- 1980-81 NBA. Dallas Mavericks.
- 1981-85 LEGA. Libertas Livorno
- 1985-87 ACB. Saski Baskonia
- 1987-88 1ª B. Club de Baloncesto Askatuak
- 1988-89 1ª B. CB Sevilla